# Zymer Bytyqi
Zymer Bytyqi, född 11 september 1996 i Sint-Truiden, Belgien, är en norsk-kosovansk fotbollsspelare som spelar för Antalyaspor i Süper Lig. Han representerar även det kosovanska landslaget.

## Klubbkarriär
Den 7 januari 2021 gick Bytyqi på fri transfer till turkiska Konyaspor, där han skrev på ett kontrakt till sommaren 2023.

## Landslagskarriär
Åren 2011 till 2015 representerade Bytyqi Norge på ungdomsnivå, han bestämde sig senare för att representera Kosovo på seniornivå. Han debuterade för Kosovos landslag den 5 mars 2014 i en 0-0-match mot Haiti, där han blev inbytt i den 57:e minuten mot Ilir Azemi.

## Privatliv
Bytyqi föddes i staden Sint-Truiden i Belgien till kosovanska invandrare, familjen flyttade sedan till Norge när Zymer var två år gammal. Han växte upp i Sandnes i Rogaland fylke.

## Meriter
Viking FK
- OBOS-ligaen: 2018
- NM-cup: 2019